# 丹羽克彦
丹羽 克彦（にわ かつひこ、1964年〈昭和39年〉6月10日 - ）は、日本の建設・国土交通技官。

## 来歴
東京都渋谷区出身。東京都立青山高等学校、早稲田大学工学部を経て、1990年（平成2年）、早稲田大学大学院理工学研究科建設工学修士課程を修了。同年4月、建設省に入省。阪神・淡路大震災の発災に際しては、阪神高速道路の一部倒壊に伴う代替ルートの使用や復興策、それらに係る予算調整などの業務にあたった。その後、四国地方建設局土佐国道工事事務所調査第二課長、同局企画部企画課長を経て1999年（平成11年）、建設省道路局国道課長補佐に就任。在任中、中央省庁再編（以下、省庁再編）に向けた組織体制や事務区分等の調整を担当した。省庁再編に区切りがついた後は、道路経済調査室課長補佐に異動し、東京外かく環状道路の関越・東名間の高架橋構造から地下構造に変更する計画に携わった。その後も近畿地方整備局京都国道事務所長、道路局国道･防災課国道事業調整官、道路局企画課道路事業調整官、同課道路事業分析評価室長、日本高速道路保有・債務返済機構企画部長、関東地方整備局道路部長、国土交通省総合政策局公共事業企画調整課長、道路局企画課長などを歴任。
2020年（令和2年）7月21日、四国地方整備局長に就任。
2022年（令和4年）6月28日、道路局長に就任。
2024年（令和6年）7月1日、内閣官房内閣審議官（内閣官房副長官補付）兼内閣官房国土強靭化推進室次長に就任。2025年7月1日、国土交通省大臣官房付・即日辞職。